# Jeremy Tepper
Jeremy Evan Tepper (18 de noviembre de 1963 – 14 de junio de 2024) fue un músico, periodista y ejecutivo de la industria discográfica estadounidense. Como antiguo líder de la banda World Famous Blue Jays, fundó el sello discográfico Diesel Only Records en 1990, junto con Jay Sherman-Godfrey y Albert Caiati. Junto con Caiati, Tepper se convirtió posteriormente en el "jefe" de Diesel Only. También fue editor gerente de la revista Vending Times antes de 1992, y más tarde se convirtió en el editor y director general del diario de la industria de las jukebox Street Beat. Antes de convertirse en gerente de formato del canal Outlaw Country de Sirius Satellite Radio en 2004, también trabajó para CDuctive y eMusic.com, y fue editor del Journal of Country Music y crítico de música country para Pulse!.

## Vida personal
Tepper nació en Poughkeepsie, Nueva York. Se graduó de la Universidad de Nueva York. Su padre, Noel Tepper, era abogado en Poughkeepsie, Nueva York, y su madre, Elly Tepper, era maestra de tercer grado en la escuela primaria Keolu en Kailua, condado de Honolulu, Hawái. En 1997, se casó con Laura Cantrell. Con Cantrell, tuvo una hija llamada Bella. Falleció tras un ataque al corazón el 14 de junio de 2024, a la edad de 60 años.